# Donacoscaptes semivittalis
Donacoscaptes semivittalis là một loài bướm đêm trong họ Crambidae.